# 689 Зита
689 Зита (енгл. 689 Zita) је астероид главног астероидног појаса са пречником од приближно 14,36 .
Афел астероида је на удаљености од 2,848 астрономских јединица (АЈ) од Сунца, а перихел на 1,784 АЈ.
Ексцентрицитет орбите износи 0,229, инклинација (нагиб) орбите у односу на раван еклиптике 5,744 степени, а орбитални период износи 1287,642 дана (3,525 године).
Апсолутна магнитуда астероида је 12,15 а геометријски албедо 0,118.
Астероид је откривен 12. септембра 1909. године.